# 普特里夫卡
50°12′25″N 30°16′5″E / 50.20694°N 30.26806°E
普特里夫卡（烏克蘭語：Путрівка）是位於烏克蘭北部的村莊，由基辅州法斯蒂夫區的赫萊瓦哈市鎮負責管轄。該村始建於1701年，面積2.36平方公里，海拔高度193米，2001年人口1,629，人口密度每平方公里665.1人。